# آرا آروش
آرا آروشانیان (ارمنی: Արա Առուշանյան؛ زادهٔ ۷ ژانویهٔ ۱۹۷۴) یک کارگردان، تهیه‌کننده و فیلم‌نامه‌نویس اهل ارمنستان است. آروش با شکارچی یکی از مهم‌ترین کارهای خود، محبوبیت کسب کرد.